# Saint-Aubin-du-Cormier
Saint-Aubin-du-Cormier (tiếng Breton: Sant-Albin-an-Hiliber) là một xã của tỉnh Ille-et-Vilaine, thuộc vùng Bretagne, miền tây bắc nước Pháp.

## Dân số
Người dân ở Saint-Aubin-du-Cormier được gọi là Saint-Aubinais.
| Năm | 1962 | 1968 | 1975 | 1982 | 1990 | 1999 | 2007 |
| --- | ---- | ---- | ---- | ---- | ---- | ---- | ---- |
| Dân số | 1798 | 1714 | 1776 | 2235 | 2040 | 2746 | 3523 |
| From the year 1962 on: No double counting—residents of multiple communes (e.g. students and military personnel) are counted only once. |      |      |      |      |      |      |      |